# Bayreuthski festival
Bayreuthski festival ali Festival v Bayreuthu (nemško Bayreuther Festspiele) je glasbeni festival, ki poteka vsako leto v Bayreuthu v Nemčiji, na katerem se predstavijo izvedbe odrskih del nemškega skladatelja Richarda Wagnerja iz 19. stoletja. Wagner je sam zasnoval in spodbujal zamisel o posebnem festivalu, na katerem bi predstavil svoja dela, zlasti njegova monumentalna cikla Nibelunški prstan in Parsifal.
Predstave potekajo v posebej zasnovanem gledališču Bayreuth Festspielhaus. Wagner je osebno nadziral načrtovanje in gradnjo gledališča, ki je vsebovalo številne arhitekturne novosti za namestitev ogromnih orkestrov, za katere je Wagner pisal, pa tudi skladateljevo posebno vizijo o uprizarjanju njegovih del. Festival je postal romarski cilj Wagnerjevcev in ljubiteljev klasične glasbe.

## Izvori
Začetki samega festivala izvirajo iz zanimanja Richarda Wagnerja za vzpostavitev njegove finančne neodvisnosti. Zaradi poslabšanja odnosa z njegovim pokroviteljem Ludvikom II. Bavarskim so ga izgnali iz Münchna, kjer je prvotno nameraval ustanoviti festival. Wagner je nato razmišljal o Nürnbergu, kar bi okrepilo tematski pomen del, kot je Die Meistersinger von Nürnberg (Mojsti pevci Nűrnberški]]. Po nasvetu Hansa Richterja pa je pozornost padla na Bayreuth, ki je imel tri različne prednosti.
Najprej se je mesto ponašalo s čudovitim prizoriščem: Operna hiša mejne grofije (Markgräfliches Opernhaus), zgrajeno za mejnega grofa Friderika in njegovo ženo Friederike Sophie Wilhelmine (sestro Friderika II. Velikega) leta 1747. S svojo veliko zmogljivostjo in močno akustiko se je operna hiša zdela primerna za Wagnerjevo vizija. Drugič, mesto Bayreuth je bilo zunaj tistih regij, kjer Wagner ni imel več pravic do izvajanja lastnih del, ki jih je leta 1864 prodal, da bi ublažil pereče finančne težave. Nazadnje mesto ni imelo kulturnega življenja, ki bi lahko konkuriralo Wagnerjevi lastni umetniški prevladi. Ko se bo festival začel, bo prevladujoča značilnost kulturne krajine Bayreutha. Poleg tega »Richard Wagner ni želel, da se njegova dela interpretirajo sredi vrveža in hrupa ali motenj velikega mesta; iskal je kraj, oddaljen od običajnega gledališkega sveta, kjer je bilo tako tiho, da so lahko poslušalci vso svojo pozornost osredotočili na ponujeno delo in se lahko v pavzah osvežijo v naravnem okolju.«
Aprila 1870 sta Wagner in njegova žena Cosima obiskala Bayreuth. Pri pregledu se je operna hiša izkazala za neustrezno. Zgrajena je bila za baročne orkestre 18. stoletja in zato ni bila primerna za kompleksne uprizoritve in velike orkestre, ki so jih zahtevala kasnejša Wagnerjeva odrska dela. Kljub temu so se župani izkazali za pripravljene pomagati Wagnerju pri gradnji povsem novega gledališča in festival je bil načrtovan za začetek leta 1873. Po neuspešnem srečanju spomladi 1871 z nemškim kanclerjem Ottom von Bismarckom, da bi pridobil sredstva, se je Wagner lotil zbiranja sredstev na turneji po Nemčiji, vključno z Leipzigom in Frankfurtom.
Začetna javna naročnina se je izkazala za razočaranje, dokler Wagner na predlog svojega prijatelja in občudovalca Emila Heckla ni ustanovil številnih Wagnerjevih društev, da bi povečal udeležbo v festivalski naročnini. Ustanavljala so se društva v Leipzigu, Berlinu, na Dunaju in drugod.
Kljub neposrednim pozivom na podlagi Wagnerjeve vloge kot skladatelja novega nemškega rajha, je bilo društvom in drugim kanalom zbiranja sredstev do konca leta 1872 precej manj od potrebne vsote. Wagner se je avgusta 1873 še enkrat obrnil na Bismarcka in bil ponovno zavrnjen.
Wagner se je obupan obrnil na svojega nekdanjega pokrovitelja Ludvika II., ki pa je nerad pristal na pomoč. Januarja 1874 je Ludwig podelil 100.000 talerjev in kmalu zatem se je začela gradnja gledališča, ki jo je zasnoval arhitekt Gottfried Semper. Načrtovani prvenec iz leta 1875 je bil preložen za eno leto zaradi gradbenih in drugih zamud.

## Zgodnja zgodovina
Od svoje otvoritve leta 1876 je festival v Bayreuthu družbeno-kulturni fenomen. Otvoritev je potekala 13. avgusta 1876 z izvedbo Beethovnove "Zborovske" simfonije, ki je občasno na programu med festivalom. (Igrali so jo na povojni ponovni otvoritvi leta 1951 in nato v letih 1953, 1954, 1963, 2001 in je bila načrtovana za odpovedano sezono 2020.) Nato je prišla prva izvedba Renskega zlata (Das Rheingold). Na tem edinstvenem glasbenem dogodku so bili prisotni cesar Viljem, brazilski dom Pedro II., kralj Ludvik (ki se ga je udeležil na skrivaj, verjetno zato, da bi se izognil cesarju) in drugi člani plemstva, pa tudi filozof Friedrich Nietzsche, ki je vložil veliko truda v pomagal svojemu takratnemu dobremu prijatelju Wagnerju pri ustanovitvi festivala in tako uspešnim skladateljem, kot so Anton Bruckner, Edvard Grieg, Peter Iljič Čajkovski, Franz Liszt in mladi Arthur Foote.
Umetniško je bil festival uspešen. (»V Bayreuthu se je zgodilo nekaj, česar se bodo naši vnuki in njihovi otroci še spominjali«, je zapisal Čajkovski, ki se je festivala udeležil kot ruski dopisnik). Finančno pa je bil festival katastrofa in je začel prinašati denar šele čez nekaj let. Wagner je opustil prvotni načrt, da bi naslednje leto organiziral drugi festival, in odpotoval v London, da bi izvedel vrsto koncertov, da bi nadomestil primanjkljaj. Čeprav so festival v zgodnjih letih pestile finančne težave, je preživel z državnim posredovanjem in stalno podporo vplivnih Wagnerjevcev, vključno z bavarskim kraljem Ludvikom II.
Že od samega začetka je festival pritegnil vodilne dirigente in pevce, od katerih so mnogi nastopali brez plačila. Med njimi je bil Hans Richter, ki je dirigiral premiero Prstanovega cikla leta 1876. Drugi je bil nadarjeni dirigent Hermann Levi, ki ga je Richard Wagner osebno izbral za dirigiranje prvenca Parsifala leta 1882 ob pomoči mladega Engelberta Humperdincka.
Po Wagnerjevi smrti je njegova vdova Cosima nadaljevala z vodenjem festivala v enoletnih ali pogosteje dvoletnih intervalih. Postopoma je uvajala zgodnje opere, ki dopolnjujejo Bayreuthski kanon zadnjih desetih Wagnerjevih zrelih del. Levi, sin rabina, je ostal glavni dirigent festivala naslednji dve desetletji. Felix Mottl, ki je na festivalu sodeloval od leta 1876 do 1901, je tam leta 1886 dirigiral Tristan in Izolda. Do 1920-ih so bile predstave strogo v skladu s tradicijo, vzpostavljeno pod pokroviteljstvom kralja Ludvika. Nobena nota ni bila 'izrezana' iz nobene od ogromnih partitur; občinstvo ni popuščalo do meja človeške potrpežljivosti. Cosima Wagner je ohranila uprizoritve Parsifala in Prstana tako, kot sta bili v Wagnerjevem času, in je branila vse predlagane spremembe s pozivi svojemu sinu Siegfriedu: »Ali ni tako naredil oče leta 1876?«
Po Cosimini upokojitvi leta 1906 je vodenje festivala prevzel Siegfried Wagner, ki je predstavil nove uprizoritvene in izvedbene sloge. Zaradi njegove zgodnje smrti leta 1930 je festival prepustil njegovi v Angliji rojeni ženi Winifred Wagner s Heinzem Tietjenom kot umetniškim vodjo.

## Bayreuth pod nacistično Nemčijo
V 1920-ih, precej pred vzponom nacistične stranke, je Winifred Wagner postala močna podpornica in tesna osebna prijateljica Adolfa Hitlerja; njene korespondence s Hitlerjem družina Wagner ni nikoli izdala. Ona in drugi voditelji festivala so bili člani Kampfbunda für deutsche Kultur glavnega nacističnega ideologa Alfreda Rosenberga, ki je aktivno zatiral modernistično glasbo in dela 'degeneriranih' umetnikov. Festival je pod nacistično vladavino ohranil nekaj umetniške neodvisnosti. Ironično je, da je Hitler obiskoval predstave, ki so vključevale judovske in tuje pevce, dolgo potem, ko so jim bili prepovedani na vseh drugih prizoriščih po Nemčiji (vključno s homoseksualnim holdentenorjem Maxom Lorenzom, poročenim z znano Judinjo). Winifredin vpliv na Hitlerja je bil tako močan, da je na njeno naročilo napisal pismo antifašističnemu italijanskemu dirigentu Arturu Toscaniniju in ga povabil k vodenju festivala. Toscanini, ki je tam dirigiral leta 1930 in 1931, je leta 1933 zavrnil. Od leta 1933 do 1942 je festival vodil predvsem Karl Elmendorff.
V nacistični Nemčiji se je festival prvič oddaljil od tradicije in opustil propadajoče scenografije iz 19. stoletja, ki jih je ustvaril Richard Wagner. Mnogi so protestirali proti spremembam, vključno z uglednimi dirigenti, kot sta Toscanini in Richard Strauss, in celo nekateri člani družine Wagner. Po njihovem mnenju je bila kakršna koli sprememba festivala profanacija proti 'Mojstru' (Wagnerju). Kljub temu je Hitler odobril spremembe in s tem utrl pot za več inovacij v prihodnjih desetletjih.
Med vojno je bil festival predan nacistični stranki, ki je še naprej sponzorirala predstave za ranjene vojake, ki so se vračali s fronte. Ti vojaki so bili pred predstavami prisiljeni obiskovati predavanja o Wagnerju in večini se je zdel festival dolgočasen. Vendar se kot führerjevi gostje nihče ni pritoževal.

### Bayreuth Memorial
V 1970-ih je bila Winifred Wagner večkrat zaprošena za postavitev spomenika judovskim pevcem na festivalu v Bayreuthu, ki so bili umorjeni v koncentracijskih taboriščih. Po Winifredini smrti je bila končno nameščena plošča v čast Ottilie Metzger-Lattermann in Henriette Gottlieb.

## Nov festival
Dve tretjini mesta Bayreuth je uničilo ameriško bombardiranje v zadnjih dneh druge svetovne vojne, s seboj pa so odnesli rotundo, dnevno sobo in sobo za goste Wahnfrieda, čeprav je bilo samo gledališče nepoškodovano. Po vojni je vojno sodišče Winifred Wagner obsodilo na pogojno kazen zaradi njene podpore nacistični stranki. Sodišče ji je tudi prepovedalo upravljanje festivala v Bayreuthu in njegovega premoženja, ki je sčasoma pripadlo njenima sinovoma, Wolfgangu in Wielandu.
Med ameriško okupacijo regije po drugi svetovni vojni je bilo gledališče uporabljeno za vojaško rekreacijo in verske službe za ameriške vojake. Dovoljeni so bili le popularni koncerti in mešana zabava: komedija, ples, akrobacije, potem pa so uprizarjali samo Letečo rožo. Ko je bila Festivalska hiša predana mestu Bayreuth leta 1946, so jo uporabljali za koncerte Bayreuthskega simfoničnega orkestra in izvedbe oper, kot so Beethovnov Fidelio, d'Albertova Tiefland, Puccinijeva Madama Butterfly in Verdijeva La traviata, začeli pa so se pogovori o ponovnem odprtju Wagnerijanskega festivala. Nazadnje so ga ponovno odprli 29. julija 1951, kot vedno, z izvedbo Beethovnove 9. simfonije Festivalnega orkestra iz Bayreutha pod vodstvom dirigenta Wilhelma Furtwänglerja, čemur je sledila prva povojna izvedba Wagnerjevega Parsifala.
Pod vodstvom Wielanda Wagnerja je 'Novi Bayreuth' začel obdobje, ki ni bilo nič manj kot revolucionarno. Izginila so dovršena naturalistična prizorišča, ki so jih nadomestile minimalistične sodobne produkcije. V primerjavi s tem so se predvojne spremembe zdele krotke. Prvič v zgodovini je občinstvo v Bayreuthu ob koncu produkcij izžvižgalo. Wieland je bil še posebej zasmehovan zaradi svoje produkcije Mojstrov pevcev Nürnberških leta 1956. Konservativci, ki so bili osvobojeni svojega videza, so na zlom te »svete nemške tradicije« gledali kot na sramoto.
Wieland je zagovarjal spremembe kot poskus ustvarjanja »nevidnega odra«, ki bi občinstvu omogočil, da izkusi vse psihosocialne vidike drame brez prtljage in motenj dovršenih scenografij. Drugi so špekulirali, da je Wieland s tem, ko je Wagnerjevim delom odstranil germanske in zgodovinske elemente, poskušal oddaljiti Bayreuth od njegove nacionalistične preteklosti in ustvariti produkcije z univerzalno privlačnostjo. Sčasoma so številni kritiki začeli ceniti edinstveno lepoto Wielandove reinterpretacije del svojega dedka.
Wielandove inovativne produkcije so vabile v primerjavo z Wolfgangovo, za katero so kritiki soglasno ugotovili, da ni navdihnjena. Če so bile Wielandove produkcije radikalne, so bile Wolfgangove regresivne. Čeprav je še vedno minimalističen pristop, je Wolfgang obudil veliko naturalističnih in romantičnih elementov predvojnih produkcij. Tako so se mnogi spraševali, ali ima Bayreuth prihodnost, ko je Wieland leta 1966 prezgodaj umrl zaradi pljučnega raka. Začeli so dvomiti v primat Bayreutha med nemškimi opernimi hišami in nekateri so namigovali, da se drugje uprizarjajo bolj zanimive produkcije.
Približno v tem času (1955) je celotna družba festivala v Bayreuthu, da bi razširila svoje občinstvo, dirigirala predstave v Parizu in Barceloni s predstavami Parsifal, Valkira in Tristan und Izolda.
Leta 1973, soočen z ogromnimi kritikami in družinskimi prepiri, je bil festival Bayreuth in njegovo premoženje preneseno na novo ustanovljeno fundacijo Richarda Wagnerja. V upravnem odboru so bili člani družine Wagner in drugi, ki jih je imenovala država. Wolfgang Wagner je kot predsednik ostal odgovoren za administracijo festivala.

## Wagner Werkstatt
Medtem ko je Wolfgang Wagner še naprej skrbel za festival, ki se je začel v 1970-ih, so produkcijo skrbeli številni novi režiserji v mestu, ki ga je Wolfgang imenoval Werkstatt Bayreuth. Ideja je bila spremeniti festival v priložnost za režiserje, da eksperimentirajo z novimi metodami podajanja odrskih del. Sprememba je bila nujna, saj Wolfgang ni mogel hkrati upravljati in usmerjati festival. Bayreuthu je bila tudi priložnost, da se obnovi z vsako produkcijo, namesto da bi leto za letom še naprej predstavljal ista odrska dela na enak način. Ingmar Bergman, ki je posnel slavno filmsko različico Mozartove Čarobne piščali v švedščini, je zavrnil povabilo za režijo festivala.
Najbolj senzacionalna produkcija v Werkstatt Bayreuthu je bil cikel Prstan ob stoletnici (Jahrhundertring) v režiji Patricea Chéreauja, ki je uporabil posodobljeno prizorišče 19. stoletja po interpretaciji Georgea Bernarda Shawa, ki je Prstan obravnaval kot družbeni komentar o izkoriščanju delavskega razreda s strani bogatih kapitalistov 19. stoletja. Reakcija občinstva je bila sprva razdeljena med tiste, ki so predstavo videli kot žalitev, in tiste, ki so menili, da je to najboljši cikel Prstan, kar jih je bilo kdaj ustvarjeno. Spopad, ki je sledil, razen odkritih izgredov, med podporniki in nasprotniki je bil brez primere v zgodovini festivala. Kasneje so se predstave izkazale za vplivne na koncept Regietheatra.
Drugi pomembni režiserji, ki so sodelovali v Werkstatt Bayreuthu, so bili Jean-Pierre Ponnelle, Sir Peter Hall iz Royal Shakespeare Company, Götz Friedrich iz Deutsche Oper Berlin, Harry Kupfer iz Berlinske državne opere v nekdanji komunistični Vzhodni Nemčiji in Heiner Müller iz Berliner Ensemble. Na koncu je Wolfgangova odločitev, da privabi eksperimentalne režiserje, pomagala pomladiti Bayreuth in mu povrniti sloves svetovnega voditelja v wagnerjanski operi.

## 21. stoletje
Po upokojitvi Wolfganga Wagnerja konec avgusta 2008 je vladala negotovost glede vodenja festivala. Leta 2001 je 21-članski upravni odbor festivala izglasoval njegovo hčerko Evo Wagner-Pasquier za njegovo naslednico. Wolfgang Wagner pa je predlagal, da bi nadzor prepustil svoji drugi ženi Gudrun in njuni hčerki Katharini. Gudrun je umrla leta 2007. Takrat ni bil imenovan noben naslednik, ugibalo pa se je, da bosta Wagner-Pasquier in Katharina sčasoma imenovana za skupna direktorja festivala. D Direktorji so izjavili, da bodo imeli prednost potomci Richarda Wagnerja in da bi moral biti nepotomec očitno boljši kandidat.
1. septembra 2008 je bavarski minister za kulturo Thomas Goppel imenoval hčerki Wolfganga Wagnerja, Evo Wagner-Pasquier in Katharino Wagner, da prevzameta vodenje festivala. Svoje dolžnosti naj bi prevzeli takoj, saj je njihov oče ob zaključku festivala 2008 napovedal svojo upokojitev. Izbrani sta bili pred parom njune sestrične Nike Wagner in Gerarda Mortierja, ki je 24. avgusta oddal pozno ponudbo za direktorja. Dirigent Christian Thielemann je privolil v vlogo glavnega svetovalca novih direktorjev in dejansko prevzel vlogo glasbenega direktorja festivala.
Leta 2014 je bilo objavljeno, da se bo Eva v skladu z očetovo voljo umaknila s sodirektorskega mesta, Katharina pa bo izključno odgovorna.
31. marca 2020 je bilo objavljeno, da bo zaradi pandemije COVID-19 in posledičnih omejitev festival 2020 (potekal naj bi od 25. julija do 30. avgusta) odpovedan. Nova produkcija Nibelunškega prstana, načrtovana za ta festival, bo prestavljena vsaj do leta 2022.
Omejitve so bile sproščene za festival 2021, ki se je nadaljeval z omejeno zmogljivostjo občinstva in zahtevami glede testiranja/cepljenja. Festival 2022 je potekal normalno, vključno z novo produkcijo Prstana.

## Drugo branje
- "Bayreuth", Time magazine, 11 August 1924
- Wagner in Bayreuth, Documentary film on the festival narrated by Wolfgang Wagner. In German with English subtitles. Polygram Video, 1992
- Wagner wins Bayreuth battle, BBC News Online, 14 December 2001